# Beatrice Masilingi
Beatrice Masilingi (née le 10 avril 2003 à Katima Mulilo) est une athlète namibienne, spécialiste du 200 mètres et du 400 mètres. 

## Biographie
Le 11 avril 2021, à Lusaka en altitude, Beatrice Masilingi établit la marque de 22 s 72 sur 200 mètres, avant de réaliser le lendemain le temps de 49 s 53 sur 400 mètres dans une course dans laquelle sa compatriote Christine Mboma établit un nouveau record du monde junior en 48 s 54.
En raison d'un taux de testostérone trop élevé, Beatrice Masilingi et Christine Mboma sont interdites de participation aux Jeux olympiques d'été de 2020 selon les critères retenus par World Athletics depuis 2019 (interdiction de participer à des courses allant du 400 m au mile). En conséquence, le comité national olympique namibien inscrit les deux jeunes femmes dans l'épreuve du 200 m.

### Palmarès
| Date | Compétition     | Lieu  | Place | Temps | Course  |
| ---- | --------------- | ----- | ----- | ----- | ------- |
| 2021 | Jeux olympiques | Tokyo | 6e    | 200 m | 22 s 28 |

### Records
| Épreuve | Performance | Lieu    | Date          |
| ------- | ----------- | ------- | ------------- |
| 100 m   | 11 s 20     | Nairobi | 18 août 2021  |
| 200 m   | 22 s 18     | Nairobi | 21 août 2021  |
| 400 m   | 49 s 53     | Lusaka  | 11 avril 2021 |